# Баранчик Шон (фільм)
«Баранчик Шон» (англ. Shaun the Sheep Movie, дослівно «Баранчик Шон у кіно») — британсько-французький ляльково-анімаційний пригодницько-комедійний фільм режисерів Річард Старзака і Марка Бертона, який заснований на однойменному телесеріалі Ніка Парка. В український широкий прокат стрічка вийшла 26 березня 2015 року.

## Голосовий акторський склад
- Джастін Флетчер — Шон / Тіммі
- Джон Шпаркс — Бітцер / Фермер
- Омід Джалілі — Трампер
- Річард Веббер — Ширлі

## Визнання
| Нагороди та номінації фільму «Баранчик Шон» | Нагороди та номінації фільму «Баранчик Шон» | Нагороди та номінації фільму «Баранчик Шон»          | Нагороди та номінації фільму «Баранчик Шон» | Нагороди та номінації фільму «Баранчик Шон» | Нагороди та номінації фільму «Баранчик Шон» |
| Рік                                         | Кінопремія / Кінофестиваль                  | Категорія / Нагорода                                 | Номінант                                    | Результат                                   | Дж                                          |
| ------------------------------------------- | ------------------------------------------- | ---------------------------------------------------- | ------------------------------------------- | ------------------------------------------- | ------------------------------------------- |
| 2015                                        | Єрусалимський міжнародний кінофестиваль     | Нагорода молодіжного журі за найкращий дитячий фільм | «Баранчик Шон»                              | Номінація                                   |                                             |
| 2015                                        | Європейський кіноприз                       | Найкращий анімаційний фільм                          | «Баранчик Шон»                              | Номінація                                   |                                             |
| 2015                                        | Шанхайський міжнародний кінофестиваль       | «Золотий кубок» за найкращий анімаційний фільм       | «Баранчик Шон»                              | Номінація                                   |                                             |
| 2015                                        | Нантакетський кінофестиваль                 | Приз глядацьких симпатій за найкращий фільм          | «Баранчик Шон»                              | 2-е місце                                   |                                             |
| 2015                                        | Сієтлський міжнародний кінофестиваль        | Нагорода молодіжного журі                            | «Баранчик Шон»                              | Номінація                                   |                                             |
| 2015                                        | Сієтлський міжнародний кінофестиваль        | «Золота голка» за найкращий фільм                    | «Баранчик Шон»                              | Номінація                                   |                                             |
| 2015                                        | Дитяча премія БАФТА                         | Нагорода молодіжного журі                            | «Баранчик Шон»                              | Номінація                                   |                                             |
| 2015                                        | Дитяча премія БАФТА                         | Найкращий фільм                                      | «Баранчик Шон»                              | Номінація                                   |                                             |
| 2015                                        | Премія Hollywood Music                      | Найкраща пісня з фільму                              | «Feels Like Summer»                         | Номінація                                   |                                             |
| 2016                                        | 88-а церемонія вручення нагороди «Оскар»    | Найкращий анімаційний повнометражний фільм           | «Баранчик Шон»                              | Номінація                                   | [ 1 ]                                       |

## Продовження
14 вересня 2015 року StudioCanal і Aardman Animations оголосили про продовження фільму. 25 жовтня 2016 року було офіційно підтверджено виробництво сиквела, яке почнеться в січні 2017 року. Річард Старзак, який працював над першою повнометражною стрічкою, займе режисерське крісло продовження, але його напарник по оригіналу Марк Бертон не візьме участі в проекті.